# جيمي أو يانغ
جيمي أو يانغ هو ممثل وستاند أب كوميدي وكاتب أمريكي هونغ كونغي. ولد يوم 11 يونيو 1987 في هونغ كونغ. اشتهر بدور جيان يان في مسلسل وادي السيليكون.

## روابط خارجية
- جيمي أو يانغ على موقع IMDb (الإنجليزية)
- جيمي أو يانغ على موقع ميوزك برينز (الإنجليزية)
- جيمي أو يانغ على موقع قاعدة بيانات الفيلم (الإنجليزية)